# Maksim Dyldin
Maksim Sergeevič Dyldin (in russo Максим Сергеевич Дылдин?; Perm', 19 maggio 1987) è un velocista russo, specializzato nei 400 metri piani.

## Palmarès
| Anno | Manifestazione  | Sede       | Evento      | Risultato  | Prestazione | Note                                     |
| ---- | --------------- | ---------- | ----------- | ---------- | ----------- | ---------------------------------------- |
| 2007 | Europei indoor  | Birmingham | 4×400 m     | Argento    | 3'08"10     |                                          |
| 2007 | Mondiali        | Osaka      | 4×400 m     | 5º         | 3'01"62     |                                          |
| 2008 | Mondiali indoor | Valencia   | 400 m piani | 5º         | 46"79       |                                          |
| 2008 | Mondiali indoor | Valencia   | 4×400 m     | 6º         | 3'15"38     |                                          |
| 2008 | Giochi olimpici | Pechino    | 400 m piani | Batteria   | 46"03       |                                          |
| 2008 | Giochi olimpici | Pechino    | 4×400 m     | dq         | dq          |                                          |
| 2009 | Europei         | Torino     | 4×400 m     | 5º         | 3'07"83     |                                          |
| 2009 | Mondiali        | Berlino    | 400 m piani | Batteria   | 45"91       |                                          |
| 2009 | Mondiali        | Berlino    | 4×400 m     | Batteria   | 3'02"78     |                                          |
| 2010 | Mondiali indoor | Doha       | 4×400 m     | Batteria   | 3'09"86     |                                          |
| 2010 | Europei         | Barcellona | 400 m piani | Semifinale | 45"66       | Miglior prestazione personale stagionale |
| 2010 | Europei         | Barcellona | 4×400 m     | Oro        | 3'02"14     |                                          |
| 2011 | Mondiali        | Taegu      | 4×400 m     | dq         | dq          |                                          |
| 2012 | Giochi olimpici | Londra     | 400 m piani | dq         | dq          |                                          |
| 2012 | Giochi olimpici | Londra     | 4×400 m     | dq         | dq          |                                          |
| 2013 | Universiadi     | Kazan'     | 4×400 m     | dq         | dq          |                                          |
| 2013 | Mondiali        | Mosca      | 4×400 m     | dq         | dq          |                                          |
| 2014 | Europei         | Zurigo     | 400 m piani | dq         | dq          |                                          |
| 2014 | Europei         | Zurigo     | 4×400 m     | dq         | dq          |                                          |

## Altre competizioni internazionali
2010
- Campionati europei a squadre di atletica leggera ( Bergen)